# 리처드 E. 테일러

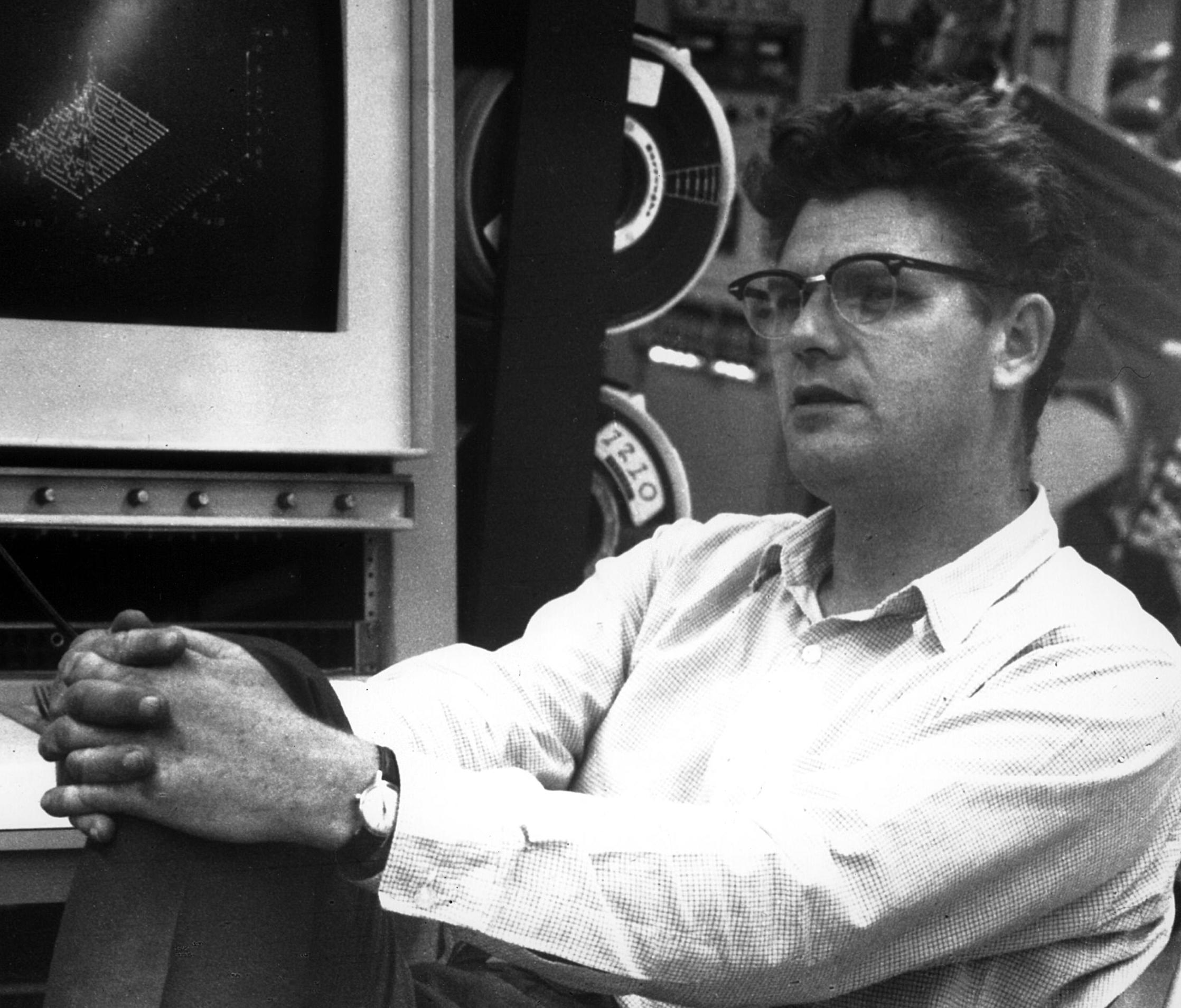

리처드 에드워드 테일러(Richard E. Taylor, 1929년 11월 2일 ~ 2018년 2월 22일)는 스탠퍼드 대학교의 명예 교수이자 노벨상 수상자이다. 입자물리학의 쿼크 모형의 전개에 필수적인 중요성을 가진, 양성자 및 묶인 중성자의 전자들의 깊은 비탄성산란에 관한 선구적인 연구에 의한 공로로 1990년에 제롬 아이작 프리드먼, 헨리 웨이 켄들과 공동으로 노벨상을 수행하였다.